# Lega italica (1372)
La Lega italica fu costituita nel 1372 per volere di Amedeo VI di Savoia e del pontefice Gregorio XI in funzione antiviscontea.

## Antefatto
Nel 1350 il matrimonio tra Bianca di Savoia, sorella di Amedeo VI, e Galeazzo II aveva sancito un'alleanza tra la Contea di Savoia e la signoria di Milano. I Visconti volevano consolidare le conquiste nel Pavese ed espandersi ai danni del Marchesato del Monferrato, mentre il Conte Verde approfittò dell'accordo per invadere i territori saluzzesi e angioini, in particolare Paesana, Revello, Sanfront e altri castelli tra Torino e Cuneo.
Nel 1372 i Visconti attaccarono Asti, città ricca e fondamentale per le strade che passavano al suo interno, e il Conte Verde intervenne a sostegno degli assediati, spingendo i Visconti a ritirarsi.

## La nascita della Lega
Nel giugno, dopo poche settimane, il Conte Verde fu nominato comandante della Lega italica antiviscontea, voluta dal pontefice Gregorio XI, ultimo papa avignonese e dallo stesso Amedeo VI. 
Le truppe della Lega entrarono nel milanese, saccheggiarono 
Novara e Vercelli e si diressero verso Pavia, poi si fermarono per svernare.
Il 7 maggio 1373 la Lega sconfisse pesantemente Galeazzo II nella battaglia di Montichiari e ridimensionò le ambizioni espansionistiche viscontee.